# Oskar Hultman
Oskar Fredrik Hultman, född 21 december 1862 i Ekenäs, död där 31 maj 1929, var en finländsk språkforskare. Han var son till Frithiof Hultman.
Hultman blev 1881 student vid Kejserliga Alexanders Universitetet i Finland i Helsingfors och 1887 filosofie kandidat, varefter han i fyra år studerade nordiska språk i Uppsala. År 1894 utgav han arbetet De östsvenska dialekterna (i "Finländska bidrag", utgiven av Svenska landsmålsföreningen i Helsingfors), där han redogör för dessas utveckling från samnordisk tid. År 1895 utgav han en medeltida handskrift, "Jöns Buddes bok" (Svenska litteratursällskapets i Finland skrifter XXXI). År 1905 blev han filosofie licentiat på den språkhistoriska undersökningen Hälsingelagen och Upplandslagens ärfdabalk i Cod. Ups. B. 49. Han uppfördes 1906 på förslag till e.o. professuren i svenska språket och litteraturen vid Helsingfors universitet. Han utnämndes 1907 till docent i nordiska språk och blev 1909 till personell e.o. professur. 
Hultman publicerade även Det nordiska a-omljudet af kort u och Den s.k. u-brytningen (bägge i Finska vetenskapssocietetens "Acta", 33, 1908), en handupplaga av Upplandslagen (i Svenska litteratursällskapets i Finland "Skrifter", 127, 1916) samt några mot Tor Karsten riktade polemiska artiklar om finlandssvenskarnas härkomst (i "Finsk tidskrift" 1920–1921). Hultmans Efterlämnade skrifter utgavs från 1931 av Svenska litteratursällskapet i Finland.